# Nagai (Klan)

Wappen der Nagai (Kanō)

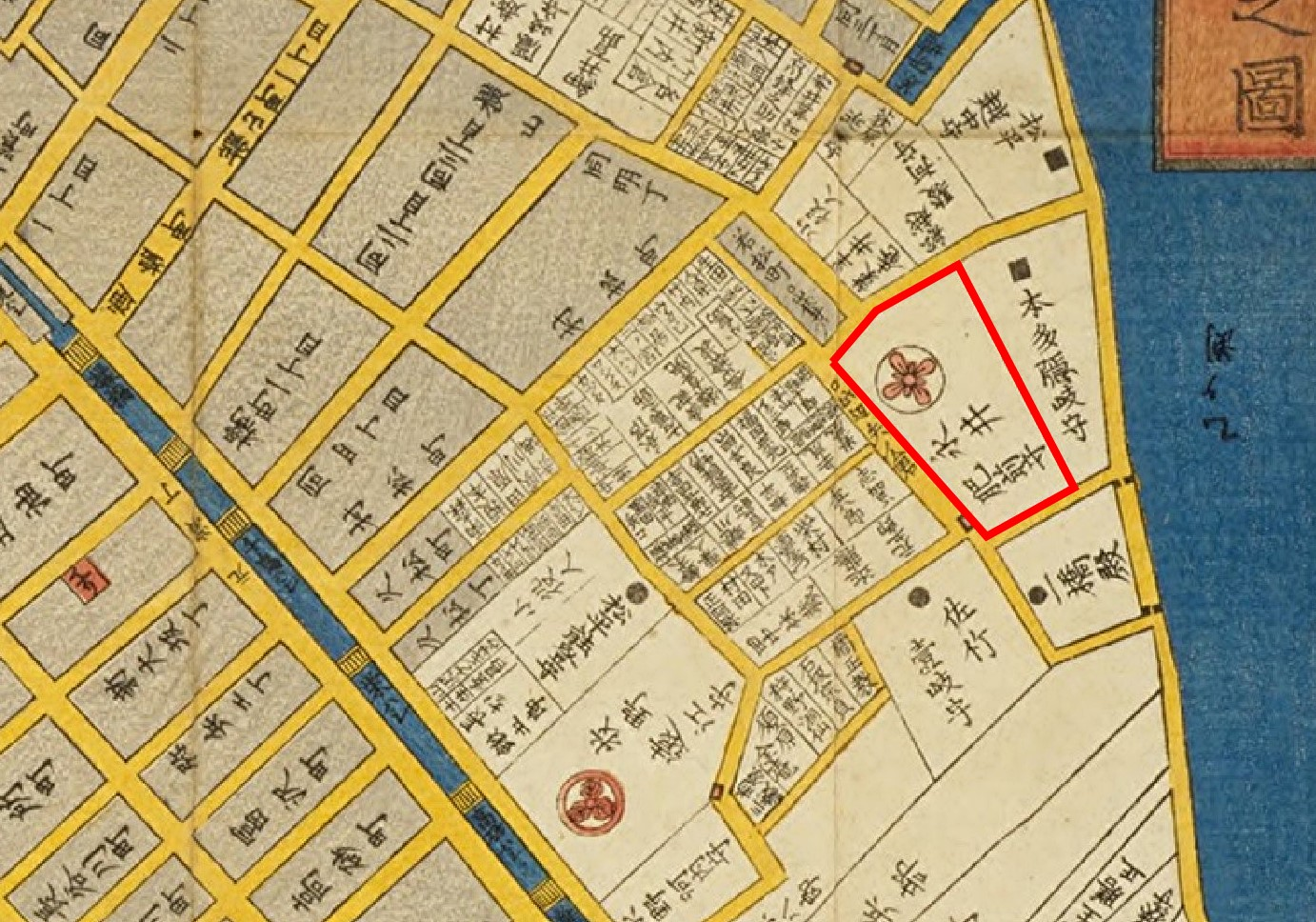
Residenz der Kanō-Nagai in Edo

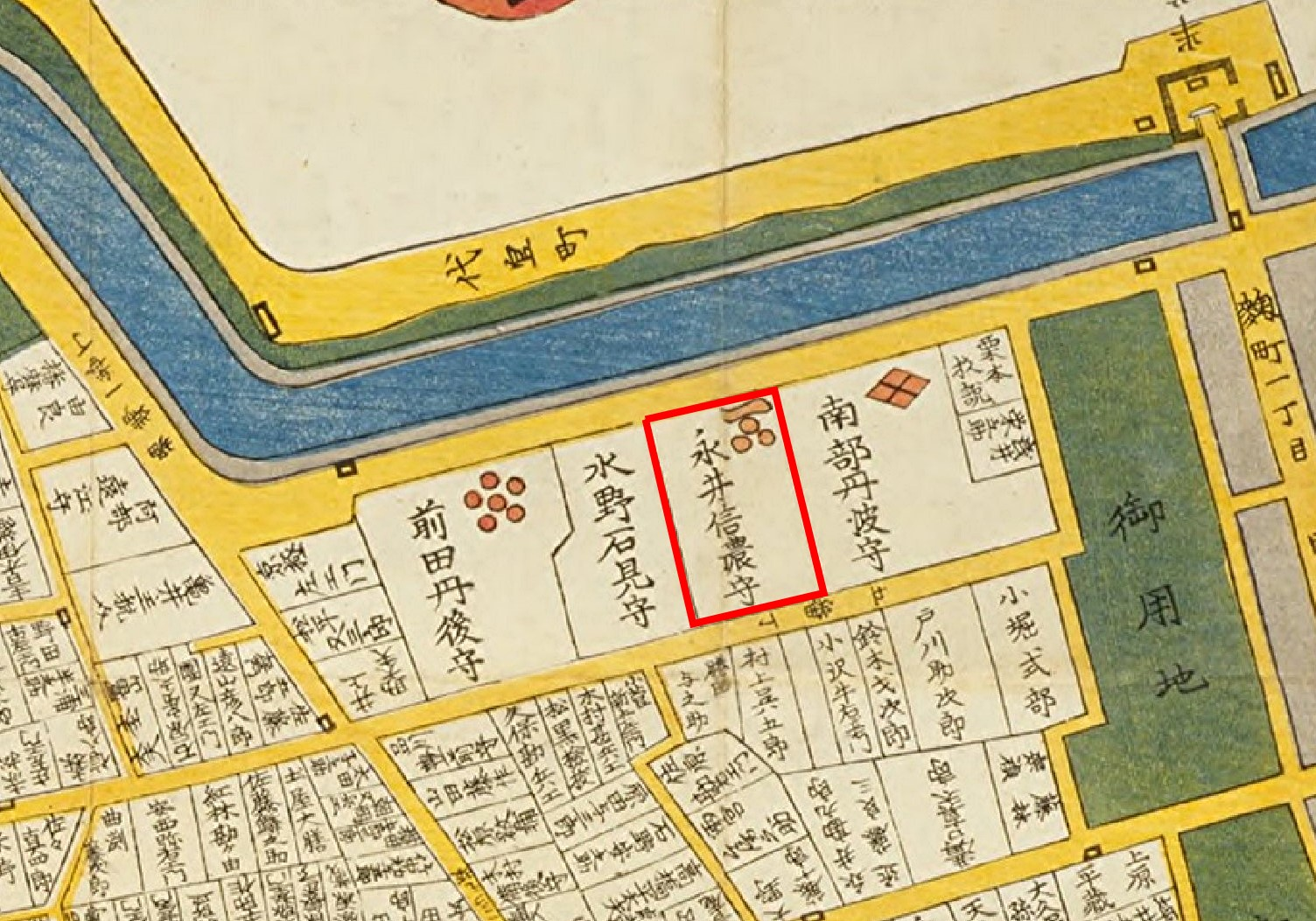
Residenz der Shinjō-Nagai in Edo

Die Nagai (japanisch 永井氏, Nagai-shi)  waren eine Familie des japanischen Schwertadels (Buke) aus der Provinz Mikawa, die sich von Taira no Yoshitane ableitete. Die mit einem Einkommen von 36.000 Koku in Kanō bzw. mit 33.000 Koku in Takatsuki residierenden Nagai gehörten am Ende der Edo-Zeit zu den kleineren Fudai-Daimyō der Edo-Zeit.

## Genealogie

### Älterer Zweig
- Naokatsu (直勝; 1563–1626) diente Tokugawa Ieyasu, der ihm 1600 ein Einkommen von 12.000 gab. Nach dem Ōsaka-Feldzug erhielt er 1616 erst Obata[A 1] (Kōzuke) mit 17.000 Koku, dann 1617 Kasama (Hitachi) mit 35.000 Koku und schließlich 1622 Koga (Shimousa) mit 75.000 Koku.
- Naomasa (尚政; 1587–1668), Naokatsu ältester Sohn, erhielt 1619 Uruido[A 2] (Kazusa) mit 15.000 Koku[5], erbte nach dem Tod seines Vaters Koga und wurde 1633 nach Yodo[A 3] (Yamashiro) mit 100.000 Koku versetzt.
- Naoyuki (尚征; 1614–1673), Naomasas Sohn, wurde 1669 nach Miyazu (Tango) mit 75.000 Koku versetzt.
- Naonaga (尚長; 1654–1680), Naoyukis Sohn, wurde bei einer Zeremonie im Tempel Zōjō-ji von Naitō Tadakatsu getötet. Sein Besitz wurde 1680 vom Shogunat eingezogen.
- Naomitsu (直圓; 1671–1736), Naonagas Bruder, erhielt nach dessen Tode Shinjō[A 4] (Yamato), seine Nachkommen 1863[6] Kujira[A 5] (Yamato), wo sie bis 1868 in einem Festen Haus (Jinya) residierten. Danach Vizegraf.

### Jüngerer Zweig
- Naohiro (直敬; 1664–1711), ein Neffe Naoyukis, begründete einen Zweig, der ab 1687 in Karasuyama (Shimotsuke), ab 1702 in Akō (Harima), ab 1706 in Iiyama (Shinano), ab 1711 in Iwatsuki und schließlich ab 1756 bis 1868 in Kanō[A 6] (Mino) mit 36.000 Koku residierte. Nach 1868 Vizegraf.

### Ein weiterer Zweig
- Naokiyo (直清; 1591–1671), ein Bruder Naomasas, begründete einen Zweig, der von 1649 bis 1868 in Takatsuki (Settsu) mit 35.000 Koku residierte. Nach 1868 Vizegraf.